# Ґорайський замок
Ґорайський замок (пол. Zamek w Goraju) — замок, розташований у селі Ґорай у гміні Любаш Чарнковсько-Тшцянецького повіту Великопольського воєводства у Польщі. 

## Історія
Замок у неоренесансному стилі в Ґораї було побудовано для графа Вільгельма Болька фон Хохберга у 1910—1911 роках.  
Родина фон Хохбергів мешкала у замку до Другої світової війни. 
В наш час у замку розміщується інтернат навчального закладу. 

## Архітектура
Замок споруджено  на лівому березі річки Нотець у Нотецькій пущі. Будівлю закладено на плані латинської літери U, яка кінцями спрямована в бік річки. По обидва боки від переднього крила знаходяться дві потужні вежі, вкриті шоломами. Третя вежа знаходиться в кінці східного крила. Зразком для будівлі послужив замок Варенхольц у Вестфалії.    

## Світлини

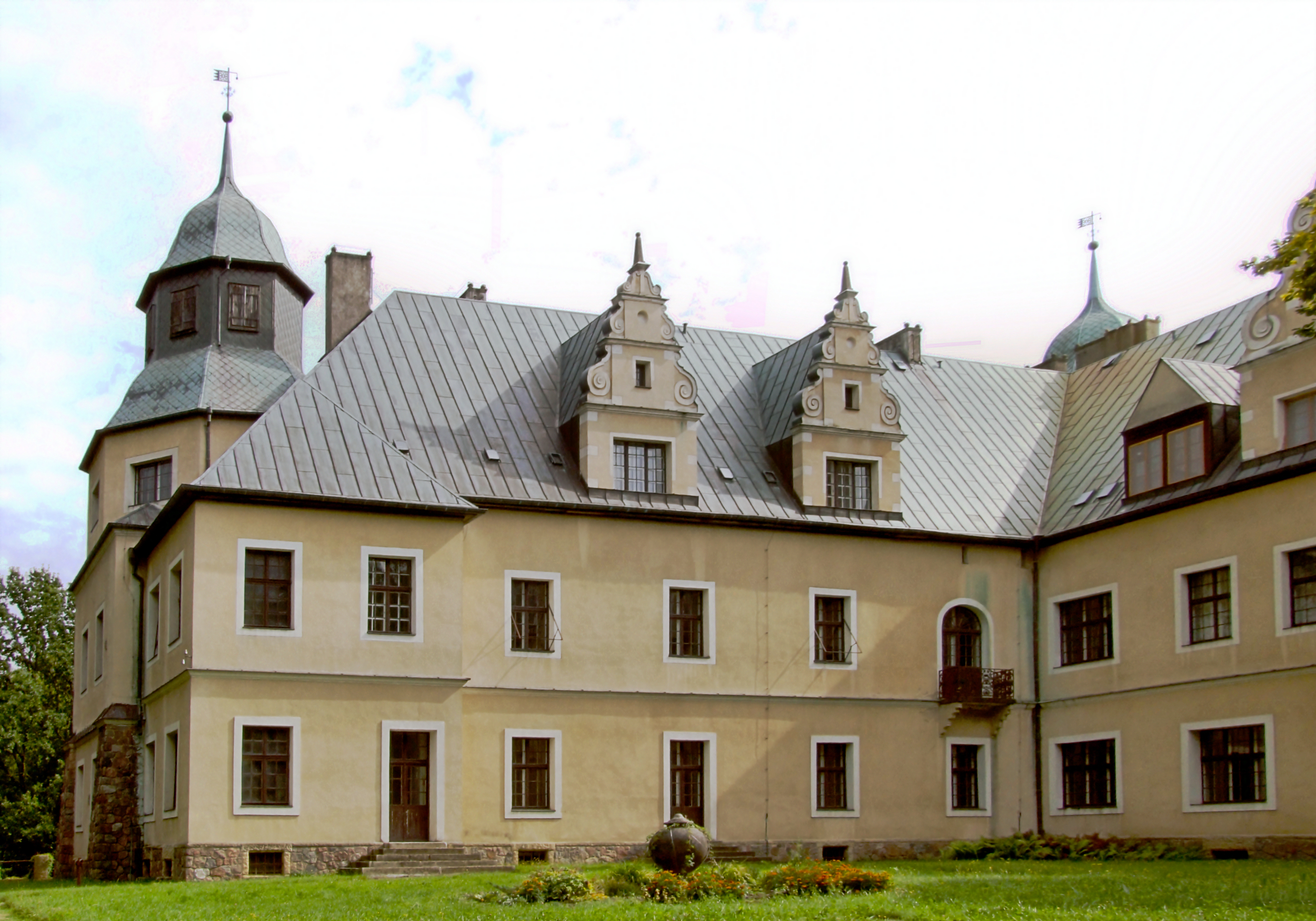
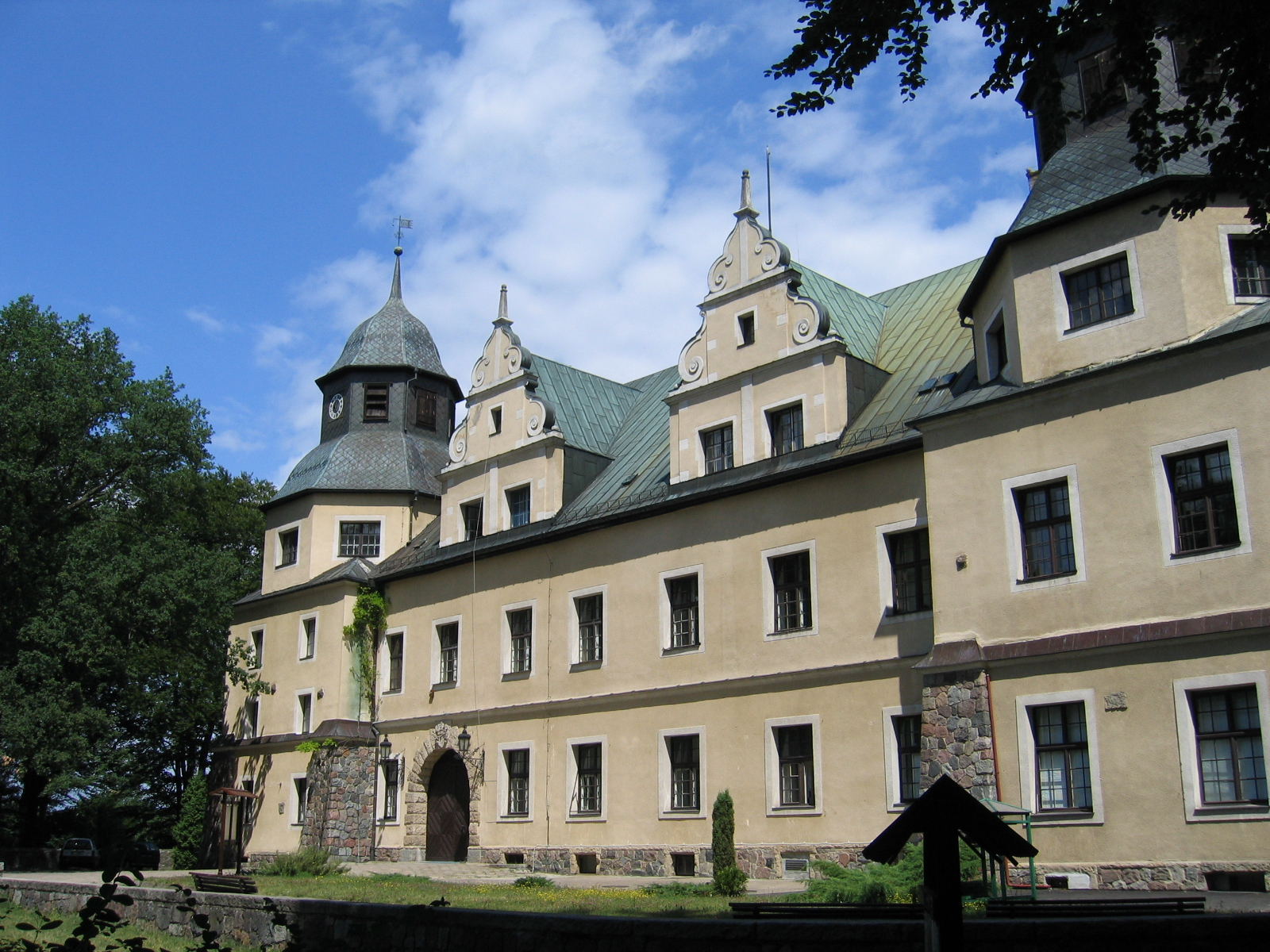
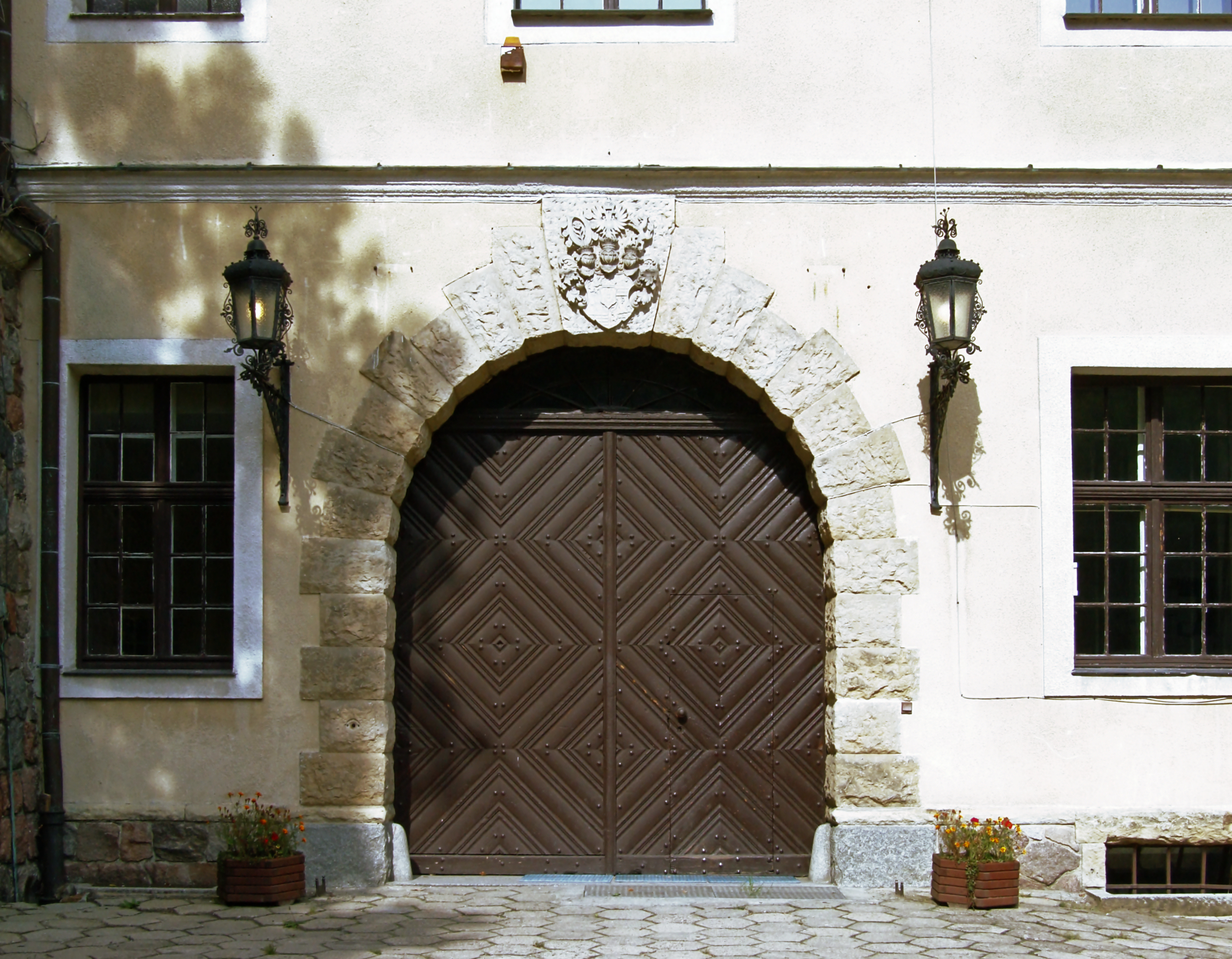